# Марцело Брозович
Марцело Брозович (на хърватски: Marcelo Brozović) е хърватски футболист, който играе като дефанзивен халф за арабския Ал-Насър.

## Кариера
Роден е в Загреб и започва да тренира в Хърватски Драговоляц. Прави дебют при загубата с 1:4 от Динамо Загреб на 24 юли 2010 г. Първият си гол за Драговоляц вкарва на 18 март 2011 г. срещу Карловац. През юли 2011 г. преминава в Локомотив Загреб. През август 2012 г. подписва 7-годишен договор с гранда Динамо Загреб. С Динамо има 64 мача и 9 гола до 2015 г. На 24 януари 2015 г. преминава в италианския Интер за година и половина под наем с опция за закупуване. Получава фланелката с номер 77, който преди него е носен от Съли Мунтари.

## Отличия

### Динамо (Загреб)
- Първа хърватска футболна лига (2): 2012/13, 2013/14
- Носител на Суперкупата на Хърватия (1): 2013

### Интер
- Серия А (1): 2020/21
- Копа Италия (2): 2021/22, 2022/23[5]
- Суперкопа Италиана (2): 2021, 2022[6]

### Хърватия
- Трето място и бронзов медал на Световното първенство по футбол 2022 в Катар.[7]